# Доленє Калище
Доленє Калище (словен. Dolenje Kališče) — поселення в общині Велике Лаще, Осреднєсловенський регіон, Словенія. 
Висота над рівнем моря: 753,2 м.